# Huasteca

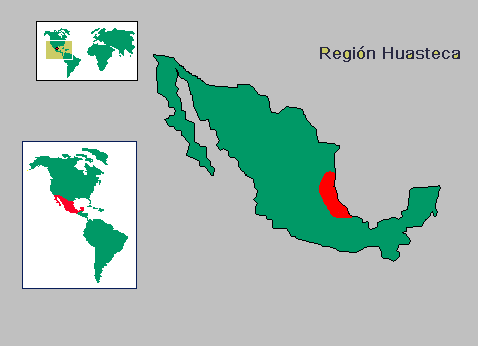
Huasteca

La Huasteca è una regione situata nella parte nord-orientale del Messico, composta da montagne, colline e pianure, centrata sul bacino idrografico del fiume Pánuco, nell'entroterra della città di Tampico. Comprende parte degli stati di Hidalgo, Veracruz, Tamaulipas, San Luis Potosí, ed una piccola porzione di Querétaro (Sierra Gorda).

## Descrizione
Ospita circa 80.000 persone in grado di parlare la lingua huaxteca (i cosiddetti Huaxtechi) e circa un milione in grado di parlare vari dialetti huaxtechi della lingua nahuatl.
Il nome deriva probabilmente dal termine nahuatl huaxi (ˈwaʃi) (albero di Guaje, Leucaena leucocephala), anche se secondo Bernardino de Sahagún prenderebbe il nome da colui che la fondò, Cuextécatl.
A differenza di buona parte del Messico, quest'area non ha una stagione delle piogge ed una stagione asciutta, dato che piove tutto l'anno sulle montagne. Nonostante questo la regione è coperta da una foresta pluviale ed ha la più alta concentrazione di fiumi dello stato.
Tra le città di San Luis Potosí che fanno parte di La Huasteca ci sono Ciudad Valles, Xilitla, El Pozo de las Golondrinas, Tamúl, Tamasopo, Consuelo e Taninul. La città principale di Hidalgo è Huejutla de Reyes.

## Turismo
Dal punto di vista turistico, l'area non è molto conosciuta e visitata da turisti messicani o internazionali. Per questo motivo molte aree sono tuttora vergini per molte attività, tra cui rafting, kayaking, discesa in corda doppia e speleologia nelle caverne quali la Sótano de las golondrinas, a San Luis Potosí.
Nell'area di Río Gallinas, a sud-ovest di Ciudad Valles, vicino al confine con lo stato di Querétaro, vi sono numerose attrazioni. Il Gallinas è un fiume largo e rapido. Le sue acque sono verdi all'interno degli stretti canyon, e la sua larghezza può raggiungere i 300 metri. Il fiume si unisce al Río Santa María formando un terzo fiume chiamato Río Tampaón. Qui le acque diventano turchesi e sono ottime per il rafting. Le due principali attrazioni di questi fiumi sono la Cascada de Tamul (cascata Tamul) e la Cueva del Agua (grotta dell'acqua). La Cascada è una larga cascata che scarica talmente tanta acqua da rendere impossibile avvicinarsi troppo. Giaguari, pecari dal collare, coguari e tucani abitano quest'area. Si tratta della più grande cascata di San Luis Potosí, con i suoi 105 metri di altezza. La Cueva del Agua è un'enorme caverna con un soffitto a cupola e muri grigi. È piena di acqua blu zaffiro abbastanza profonda da permettere di nuotarci.
Un'altra attrazione sull'acqua è chiamata Puente de Dios (ponte di Dio) e si trova nella stessa zona a sud-ovest di Ciudad Valles, vicino alla città di Tamasopo. Si tratta di una formazione di roccia che somiglia ad un ponte. Nelle vicinanze vi sono piccole cascate e grotte con stalagmiti e stalattiti.